# Mistrzostwa Europy w biegu 24-godzinnym 1996
4. Mistrzostwa Europy w biegu 24-godzinnym 1996 – zawody lekkoatletyczne, które odbyły się 21 i 22 września 1996 w Courçon, Francja.

## Medaliści
|                         | 1. miejsce                                                            | Rezultat   | 2. miejsce                                                                     | Rezultat   | 3. miejsce                                                                | Rezultat   |
| Mężczyźni indywidualnie | Ferenc Györi                                                          | 259,922 km | Michael Maier                                                                  | 250,999 km | Jean-Pierre Guyomarch                                                     | 240,614 km |
| Mężczyźni drużynowo     | Niemcy 1. Michael Maier · 2. Valery Klement · 3. Kassian Burster-Hake | 712,477 km | Francja 1. Jean-Pierre Guyomarch · 2. Serge Flohic · 3. Marcel Foucat          | 703,248 km | Belgia 1. Lucien Taelman · 2. Alfons Vekemans · 3. Paul Beckers           | 679,699 km |
| Kobiety indywidualnie   | Marie Bertrand                                                        | 231,049 km | Elena Sidorenkova                                                              | 227,287 km | Eleanor Robinson Adams                                                    | 223,129 km |
| Kobiety drużynowo       | Francja 1. Marie Bertrand · 2. Christiane Le Cerf · 3. Pascale Mahe   | 641,802 km | Wielka Brytania 1. Eleanor Robinson Adams · 2. Sandra Brown · 3. Sharon Gayter | 627,418 km | Rosja 1. Elena Sidorenkova · 2. Svetlana Savoskina · 3. Zinaida Shabalina | 597,636 km |

## Reprezentacja Polski

### Mężczyźni
| Miejsce | Zawodnik        | Klub      | Rezultat   |
| 23.     | Miroslav Lasota | PKS Wałcz | 205,058 km |

### Kobiety
| Miejsce | Zawodniczka  | Klub      | Rezultat   |
| 16.     | Irena Lasota | PKS Wałcz | 168,881 km |